# Echiniscus
Echiniscus är ett släkte av trögkrypare. Echiniscus ingår i familjen Echiniscidae.
Släktet Echiniscus indelas i:
- Echiniscus africanus
- Echiniscus aliquantillus
- Echiniscus angolensis
- Echiniscus apuanus
- Echiniscus arcangelii
- Echiniscus arctomys
- Echiniscus arthuri
- Echiniscus baius
- Echiniscus baloghi
- Echiniscus barbarae
- Echiniscus bartramiae
- Echiniscus becki
- Echiniscus bigranulatus
- Echiniscus bisculptus
- Echiniscus bisetosus
- Echiniscus blumi
- Echiniscus calcaratus
- Echiniscus calvus
- Echiniscus canadensis
- Echiniscus canedoi
- Echiniscus capillatus
- Echiniscus carsicus
- Echiniscus carusoi
- Echiniscus cavagnaroi
- Echiniscus cervicornis
- Echiniscus charrua
- Echiniscus cheonyoungi
- Echiniscus cirinoi
- Echiniscus clevelandi
- Echiniscus columinis
- Echiniscus crassispinosus
- Echiniscus curiosus
- Echiniscus darienae
- Echiniscus dearmatus
- Echiniscus dikenli
- Echiniscus diploglyptus
- Echiniscus divergens
- Echiniscus dreyfusi
- Echiniscus duboisi
- Echiniscus egnatiae
- Echiniscus ehrenbergi
- Echiniscus elaeinae
- Echiniscus elegans
- Echiniscus evelinae
- Echiniscus filamentosus
- Echiniscus glaber
- Echiniscus granulatus
- Echiniscus heterospinosus
- Echiniscus hoonsooi
- Echiniscus horningi
- Echiniscus inocellatus
- Echiniscus insuetus
- Echiniscus intermedius
- Echiniscus jagodici
- Echiniscus jamesi
- Echiniscus japonicus
- Echiniscus jenningsi
- Echiniscus kerguelensis
- Echiniscus knowltoni
- Echiniscus kofordi
- Echiniscus lapponicus
- Echiniscus laterosetosus
- Echiniscus laterospinosus
- Echiniscus latifasciatus
- Echiniscus lichenorum
- Echiniscus limai
- Echiniscus longispinosus
- Echiniscus loxophthalmus
- Echiniscus madonnae
- Echiniscus maesi
- Echiniscus malpighii
- Echiniscus manuelae
- Echiniscus marcusi
- Echiniscus marginatus
- Echiniscus marginoporus
- Echiniscus marinellae
- Echiniscus markezi
- Echiniscus mauccii
- Echiniscus mediantus
- Echiniscus melanophthalmus
- Echiniscus menzeli
- Echiniscus merokensis
- Echiniscus migiurtinus
- Echiniscus mihelcici
- Echiniscus militaris
- Echiniscus molluscorum
- Echiniscus moniliatus
- Echiniscus montanus
- Echiniscus mosaicus
- Echiniscus multispinosus
- Echiniscus murrayi
- Echiniscus muscicola
- Echiniscus nepalensis
- Echiniscus nigripustulus
- Echiniscus nobilis
- Echiniscus oihonnae
- Echiniscus ollantaytamboensis
- Echiniscus osellai
- Echiniscus pajstunensis
- Echiniscus palmai
- Echiniscus perarmatus
- Echiniscus peruvianus
- Echiniscus perviridis
- Echiniscus phocae
- Echiniscus polygonalis
- Echiniscus pooensis
- Echiniscus porabrus
- Echiniscus postojnensis
- Echiniscus pseudelegans
- Echiniscus pseudowendti
- Echiniscus punctus
- Echiniscus pusae
- Echiniscus quadrispinosus
- Echiniscus rackae
- Echiniscus ramazzottii
- Echiniscus ranzii
- Echiniscus reticulatus
- Echiniscus reymondi
- Echiniscus robertsi
- Echiniscus rodnae
- Echiniscus rosaliae
- Echiniscus rufoviridis
- Echiniscus rugospinosus
- Echiniscus scabrospinosus
- Echiniscus semifoveolatus
- Echiniscus siegristi
- Echiniscus simba
- Echiniscus speciosus
- Echiniscus spiculifer
- Echiniscus spiniger
- Echiniscus spinulosus
- Echiniscus storkani
- Echiniscus sylvanus
- Echiniscus taibaiensis
- Echiniscus tamus
- Echiniscus tardus
- Echiniscus tenuis
- Echiniscus tessellatus
- Echiniscus testudo
- Echiniscus trisetosus
- Echiniscus trojanus
- Echiniscus tropicalis
- Echiniscus tympanista
- Echiniscus walteri
- Echiniscus weisseri
- Echiniscus velaminis
- Echiniscus wendti
- Echiniscus vinculus
- Echiniscus virginicus
- Echiniscus viridis
- Echiniscus viridisssimus
- Echiniscus zetotrymus

## Bildgalleri

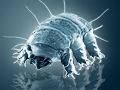
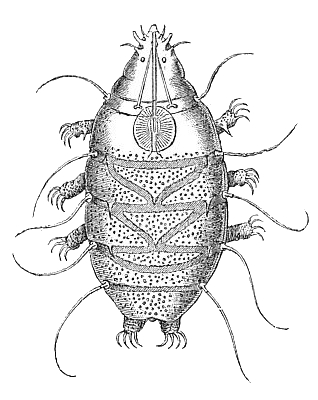